# Теорема о биссектрисе

Теорема о биссектрисе — классическая теорема геометрии треугольника.

## Формулировка
Биссектриса при вершине треугольника делит противоположную сторону на части, пропорциональные прилежащим сторонам.
То есть, если биссектриса при вершине {\displaystyle A} треугольника {\displaystyle \triangle ABC} пересекает сторону {\displaystyle BC} в точке {\displaystyle D} то
{\displaystyle {\frac {DB}{DC}}={\frac {AB}{AC}}.}

### Замечания
- То же равенство выполняется и для точки {\displaystyle D} лежащей на пересечении внешней биссектрисы и продолжении стороны {\displaystyle BC}.

## История
Теорема о биссектрисе формулируется в шестой книге «Начал Евклида» (предложение III), в частности, на греческом языке в византийском манускрипте.
Ранняя цитата по Евклиду этой теоремы в русскоязычных источниках содержится в одном из первых русских учебников геометрии — рукописи начала XVII века «Синодальная № 42» (книга 1, часть 2, глава 21).

## Доказательства
Существует несколько методов доказательства. Например, методом площадей или проведением из другой вершины прямой, параллельной биссектрисе, до ее пересечения с продолжением одной из сторон.

### Метод площадей
Рассмотрим треугольник ABC. Из вершины A на сторону BC опущена биссектриса AD. Найдем площади треугольников ABD и ACD:

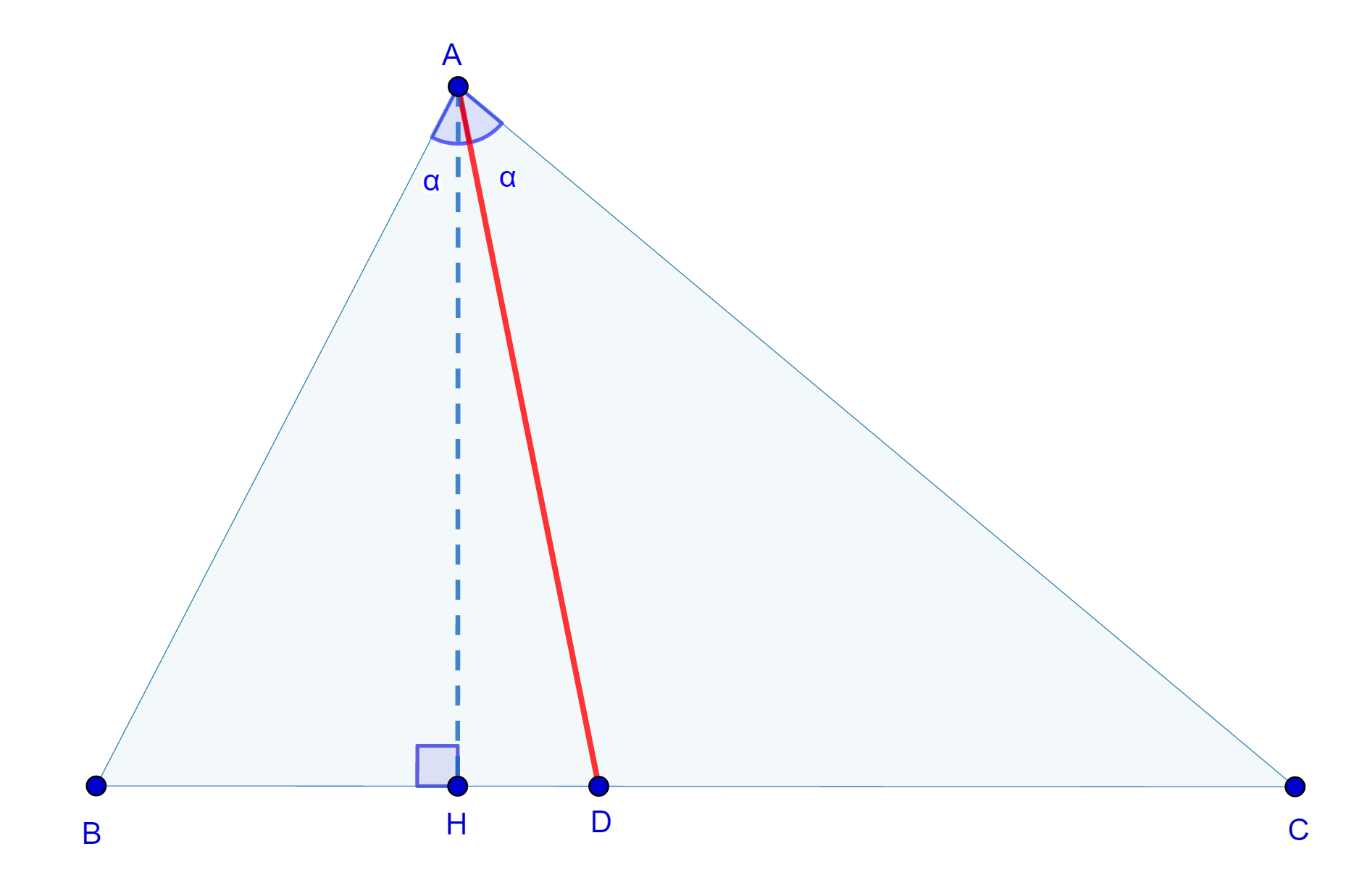
Метод площадей

{\displaystyle {\frac {S_{ABD}}{S_{ACD}}}={\frac {{\frac {1}{2}}AB\cdot AD\cdot \sin \alpha }{{\frac {1}{2}}AC\cdot AD\cdot \sin \alpha }}={\frac {AB}{AC}}.}
С другой стороны, 
{\displaystyle {\frac {S_{ABD}}{S_{ACD}}}={\frac {{\frac {1}{2}}BD\cdot AH}{{\frac {1}{2}}CD\cdot AH}}={\frac {BD}{CD}}.}
Значит, 
{\displaystyle {\frac {BD}{CD}}={\frac {AB}{AC}}.}

### Через теорему синусов
Рассмотрим треугольник ABC с биссектрисой AD. Запишем теорему синусов для треугольников ABD и ACD:
{\displaystyle {\frac {AB}{\sin \gamma }}={\frac {BD}{\sin \alpha }},\quad (1)}
{\displaystyle {\frac {AC}{\sin(180^{\circ }-\gamma )}}={\frac {CD}{\sin \alpha }}.}
Но {\displaystyle \sin(180^{\circ }-\gamma )=\sin \gamma ,} следовательно, 
{\displaystyle {\frac {AC}{\sin \gamma }}={\frac {CD}{\sin \alpha }}.\quad (2)}

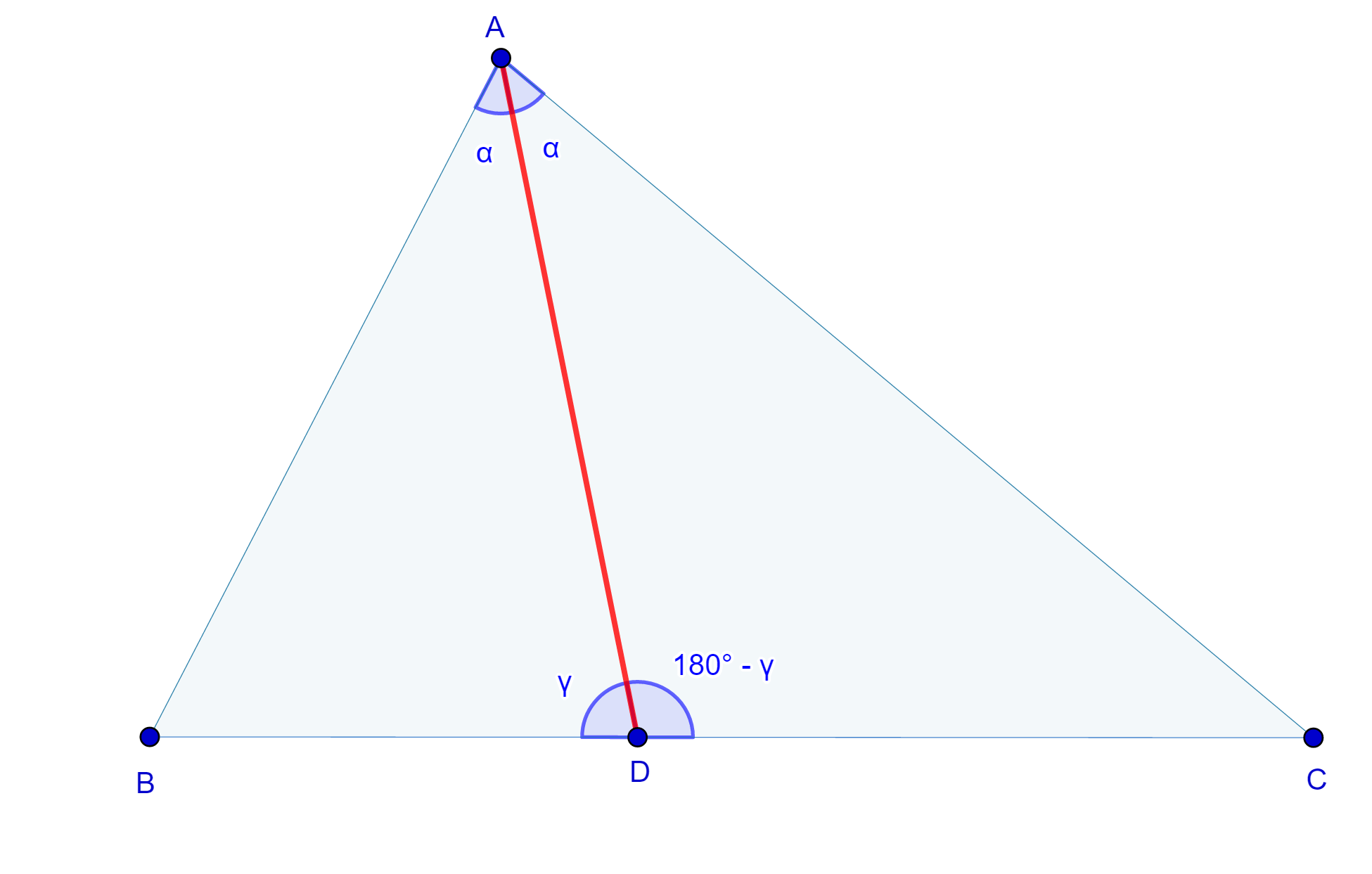
Доказательство теоремы о биссектрисе с помощью теоремы синусов

Поделив равенство (1) на равенство (2), получим:
{\displaystyle {\frac {BD}{CD}}={\frac {AB}{AC}}.}

### Через подобие треугольников
Данный способ доказательства основан на продлении биссектрисы до пересечения с ней перпендикуляра, опущенного на нее из одной из вершин. 

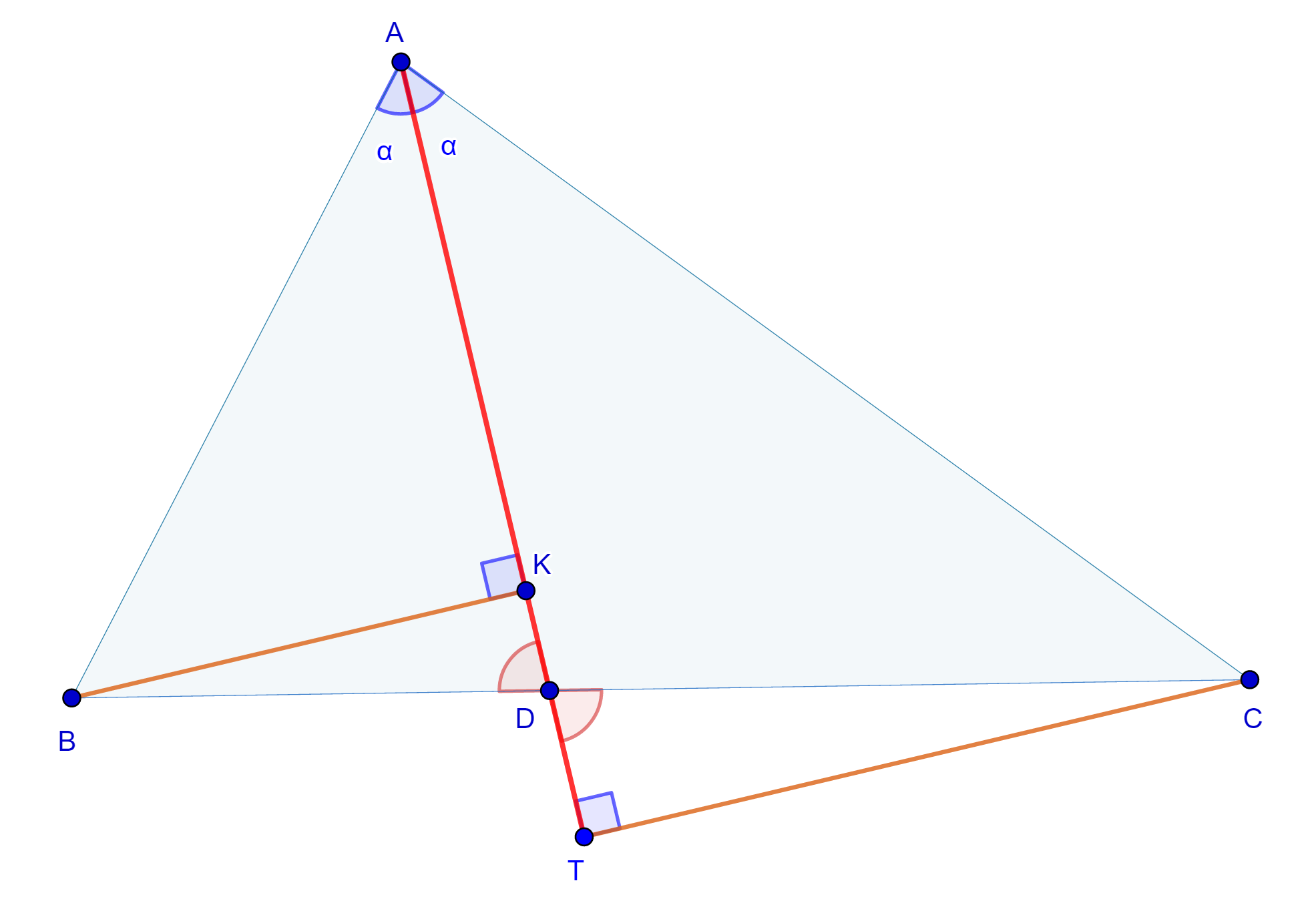
Доказательство теоремы о биссектрисе через подобие треугольников

Рассмотрим треугольник ABC с биссектрисой AD. Опустим перпендикуляры BK и CT на нее и ее продолжение соответственно. Треугольники KBD и TCD подобны по двум углам, значит, 
{\displaystyle {\frac {BD}{CD}}={\frac {BK}{CT}}.}
Треугольники ABK и ACT тоже подобны по двум углам, значит, справедливо равенство: 
{\displaystyle {\frac {AB}{AC}}={\frac {BK}{CT}}.}
Отсюда получаем, что {\displaystyle {\frac {BD}{CD}}={\frac {AB}{AC}}.}

## Вариации и обобщения
- Если D — произвольная точка на стороне BC треугольника ABC, тогда
{\displaystyle {\frac {|BD|}{|DC|}}={\frac {|AB|{\frac {\sin \angle DAB}{\sin \angle ADB}}}{|AC|{\frac {\sin \angle DAC}{\sin \angle ADC}}}}={\frac {|AB|{\frac {\sin \angle DAB}{\sin \angle ADB}}}{|AC|{\frac {\sin \angle DAC}{\sin(180^{\circ }-\angle ADB))}}}}={\frac {|AB|\sin \angle DAB}{|AC|\sin \angle DAC}}.}
  - В случае, когда AD — биссектриса, {\displaystyle \sin \angle DAB=\sin \angle DAC}.

- Биссекторная плоскость двугранного угла в тетраэдре (то есть плоскость, делящая двугранный угол пополам) делит противоположное его ребро на части, пропорциональные площадям граней тетраэдра, являющихся гранями этого двугранного угла[3]:200.

- Теорема Штейнера.